# 水内村 (長野県上水内郡)
水内村（みのちむら）は長野県上水内郡にあった村。現在の長野市信州新町新町・信州新町里穂刈・信州新町水内・信州新町上条にあたる。

## 地理
- 山：五百山
- 河川：犀川

## 歴史
- 1889年（明治22年）4月1日 - 町村制の施行により、新町村・里穂刈村・水内村・上条村の区域をもって発足。
- 1954年（昭和29年）4月1日 - 津和村と合併して久米路村が発足。同日水内村廃止。

## 交通

### 道路
- 国道19号